# Jan Leeghwater

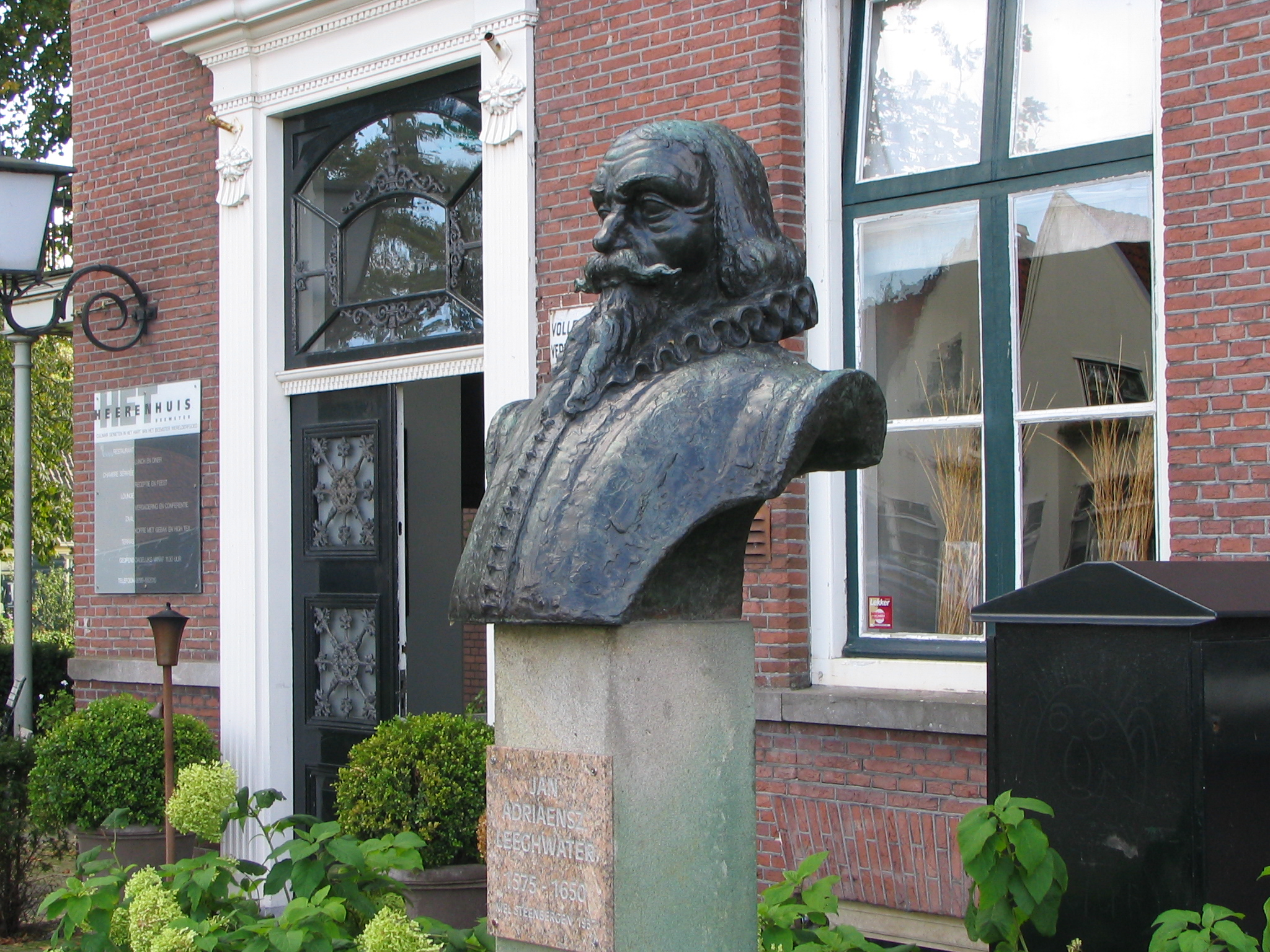
Bust de Jan Adriaanszoon Leeghwater, Middenbeemster

Jan Adriaanszoon Leeghwater (1575, De Rijp, Països Baixos – 1650) va ser un arquitecte, constructor de molins i enginyer hidràulic neerlandès.

## Biografia

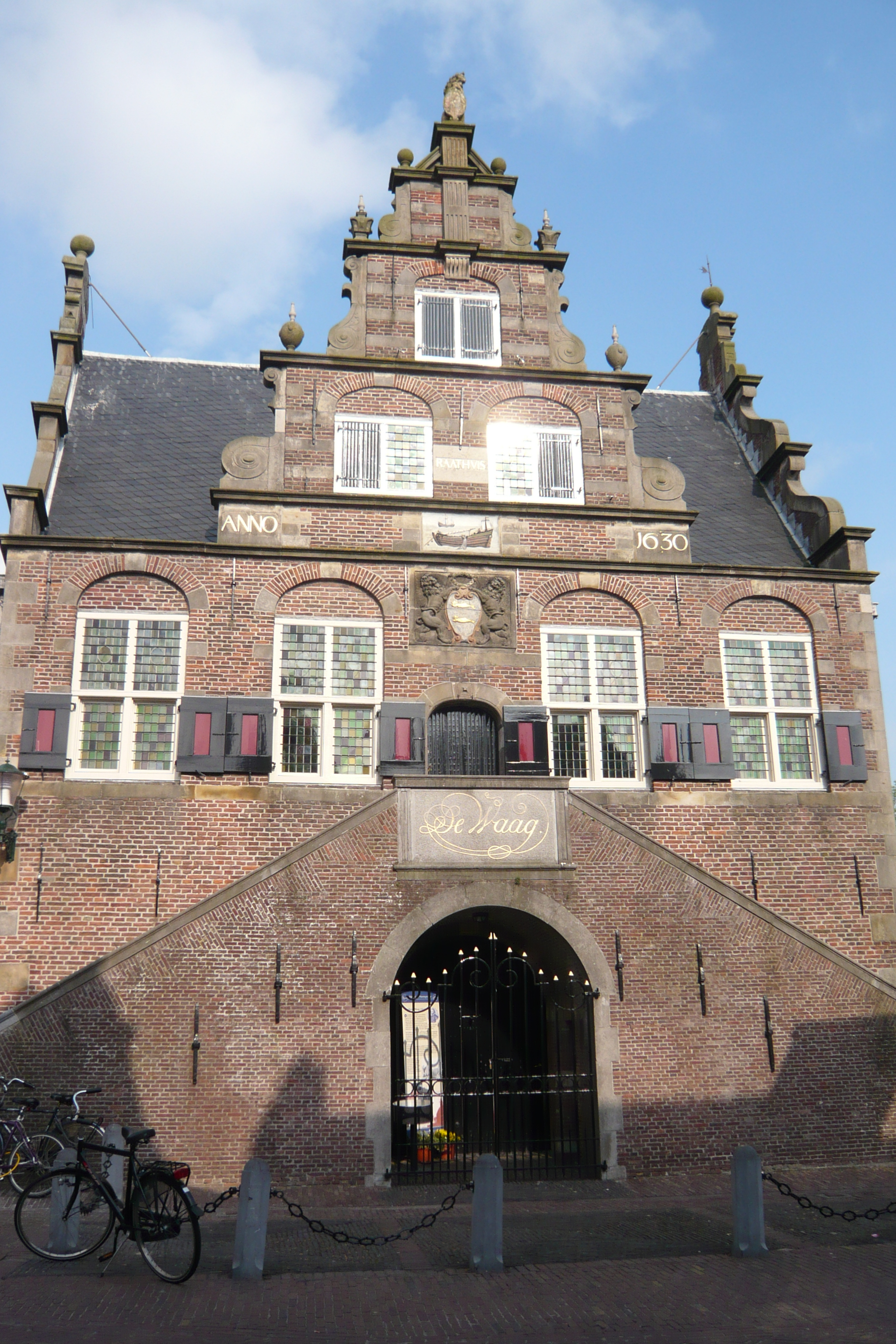
Ajuntament de Graft-De Rijp, dissenyat per Leeghwater el 1630

Leeghwater nasqué amb el nom de Jan Adriaanszoon. Més tard va adoptar el cognom de Leeghwater, de laag water o «marea baixa». Va estar involucrat en la construcció del pòlder de Beemster, uns del primers del món creat drenant l'aigua d'un llac utilitzant molins de vent que es va inicar l'any 1607. Entre 1607 i 1635, els pòlders Purmer, Schermer i Heerhugowaard També va fondre les campanes i va fer el rellotge dels campanars de les esglésies d'Amsterdam.

## Bomba de vapor de Leeghwater
Leeghwater va estar entre els primers a assenyalar el perill del llac Haarlemmermeer, situat entre Amsterdam i Leiden. Finalment es va assecar l'any 1852, utilitzant grans bombes de vapor. La instal·lació de Kaag, la Gemaal De Leeghwater, va rebre el nom de Leeghwater.